# Josef Kalasanz von Erberg
Josef Kalasanz von Erberg, in sloveno Josip Kalasanc Erberg (Lubiana, 27 agosto 1771 – Lubiana, 10 luglio 1843), è stato un storiografo, scrittore, botanico, diplomatico, insegnante e collezionista sloveno.

## Biografia

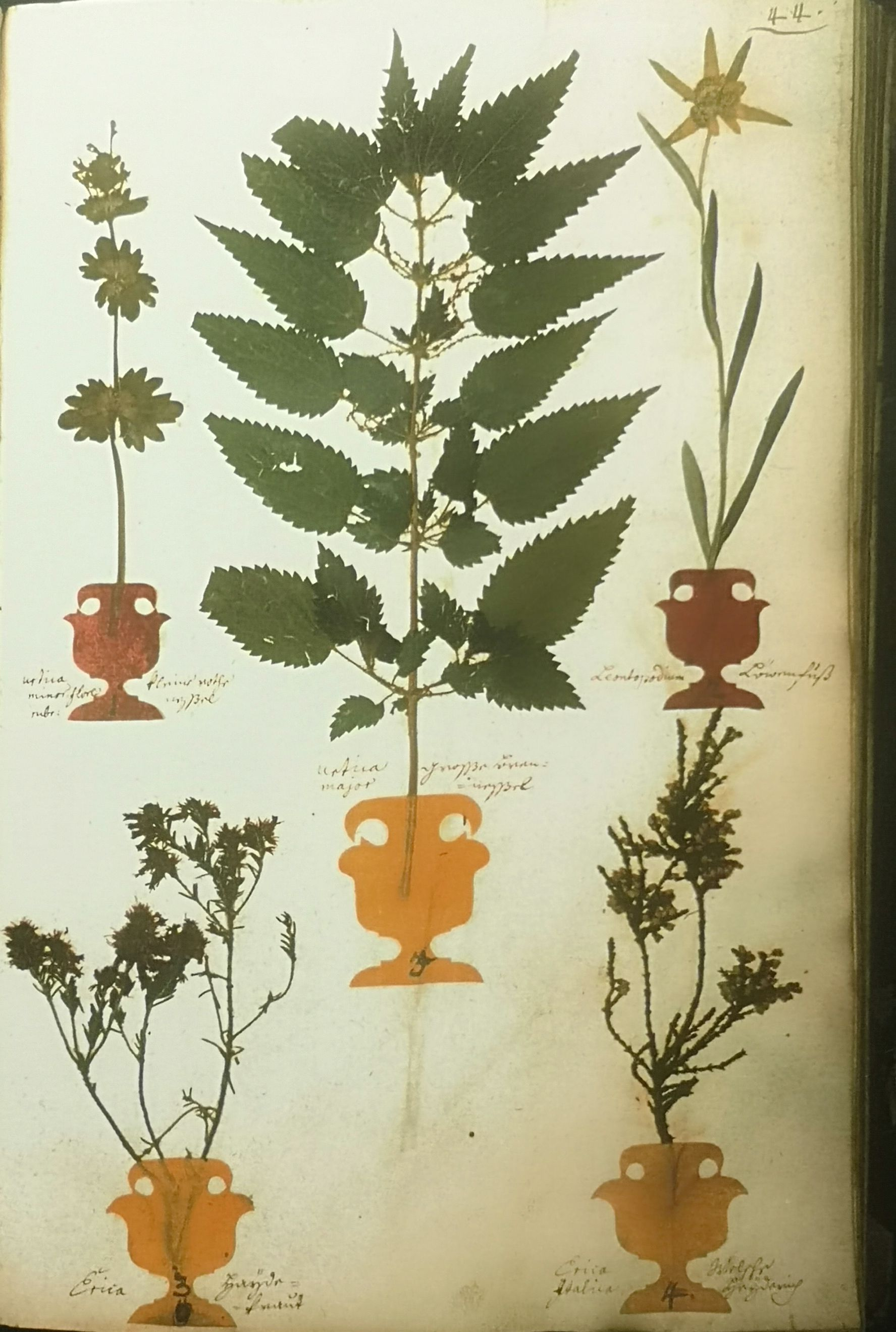
Una pagina dell'erbario personale di Josef Kalasanz von Erberg

Von Erberg nacque a Lubiana in seno ad una nobile famiglia della Carniola. Dopo aver studiato matematica, logica, filosofia e diritto amministrativo, fu il primo consigliere degli Stati Provinciali della Carniola. Nel 1794, sposò la contessa Josephine von Attems. La coppia ebbe insieme sette figli. Nel 1804, divenne ciambellano alla corte austriaca e dal 1809 al 1814 fu uno degli educatori del futuro imperatore Ferdinando I d'Austria. Nel 1815, von Erberg tornò a Lubiana dove si dedicò al collezionismo di libri antichi e di oggetti naturali provenienti dalla Carniola, istituendo un giardino botanico privato con oltre 7000 essenze arboree. Fu amico di Sigmund Zois e si mantenne in corrispondenza letteraria con altri scienziati ed artisti carnioli del suo tempo.
Dal 1825 al 1826 fu per un breve periodo di tempo chargée d'affaires con funzioni di ambasciatore imperiale presso la Repubblica Elvetica ma si disse inadatto a ricoprire tale carica e alla diplomazia, lasciando ben presto il posto a Franz Binder von Krieglstein.
Sino alla fine della sua vita, lasciò raramente Lubiana, ed incaricò dal 1832 l'ufficiale militare Franz Franz di riferirgli i principali eventi che si verificavano a Vienna. Nei successivi otto anni, inviò circa 1800 lettere, molte delle quali sono giunte sino a noi e costituiscono un'importante fonte documentaria per la storia di Lubiana nel periodo precedente alle rivoluzioni del 1848.
Nel 1825, von Erberg scrisse un'opera dal titolo Tentativo di uno schizzo letterario sulla storia della Carniola (in tedesco: Versuch eines Entwurfes zu einer Literar-Geschichte für Crain), opera che egli non intendeva pubblicare inizialmente. Essa si compone di dodici domande di storia letteraria sulla sua patria con le relative risposte e ad oggi rappresenta una delle principali fonti storiche della regione.